# Supercopa de baloncesto de Rumanía
La Supercopa Rumana de Baloncesto (rumano: Super Cupa României de Baschet), es un partido de baloncesto que se celebra anualmente en Rumania y enfrenta a los campeones de la Liga Națională y la Copa Rumana de Baloncesto. El último campeón ha sido el U-BT Cluj-Napoca, que ha conseguido en 2016 su 1ª supercopa.

## Finales
| Año  | Campeón de Liga  | Resultado | Campeón de Copa               | Pabellón            | Ciudad   |
| ---- | ---------------- | --------- | ----------------------------- | ------------------- | -------- |
| 2012 | CSU Ploiesti     | 75 – 83   | BCM U Pitești                 | Rapid Bucuresti     | Bucarest |
| 2014 | Asesoft Ploiești | 73 – 57   | Energia Târgu Jiu             | Dinamo Bucuresti    | Bucarest |
| 2016 | CSM CSU Oradea   | 67 – 70   | U-BT Cluj-Napoca              | Arena Antonio Alexe | Oradea   |
| 2017 | U-BT Cluj-Napoca |           | Steaua CSM EximBank București |                     |          |